# جامعة ابن خلدون (تونس)
جامعة ابن خلدون الخاصة (بالفرنسية: Université Ibn Khaldoun)‏ هي جامعة ومؤسسة خاصة للتعليم العالي، تأسست في 2005 من قبل لطفي الشريف.

يقع مقرها في تونس العاصمة، أريانة في تونس.

## مقالات ذات صلة
- قائمة الجامعات في تونس

## روابط خارجية
- الموقع الرسمي.